# Zapad 2009

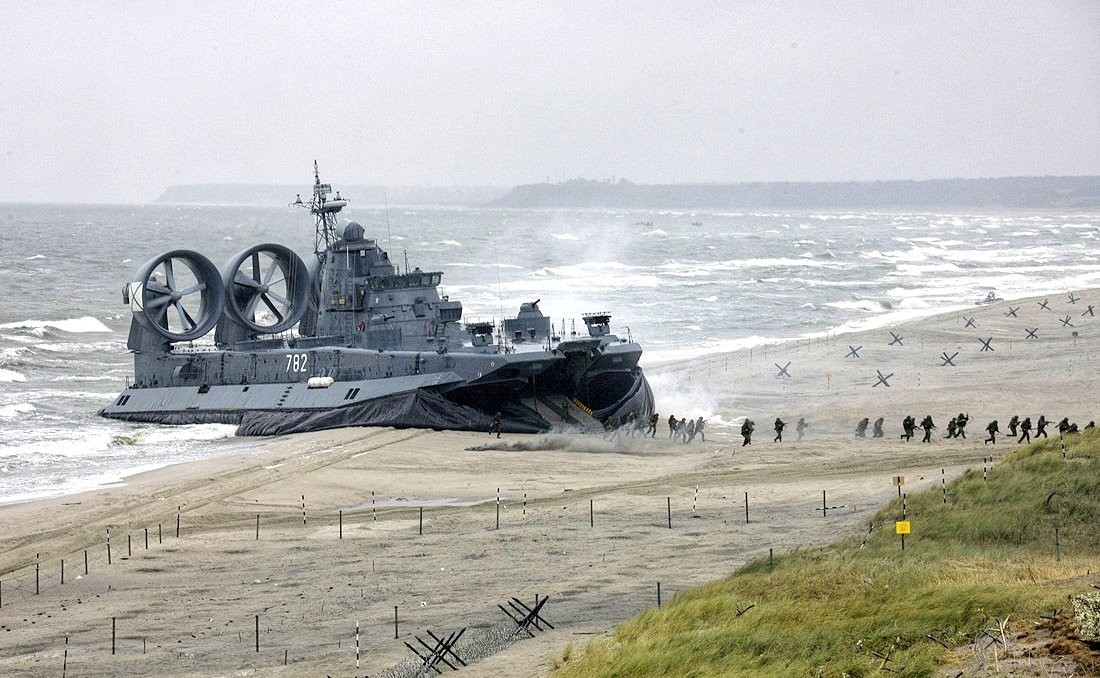
Mordovia 782, un aerodeslizador clase Zubr, desplegando marines durante Zapad-09.

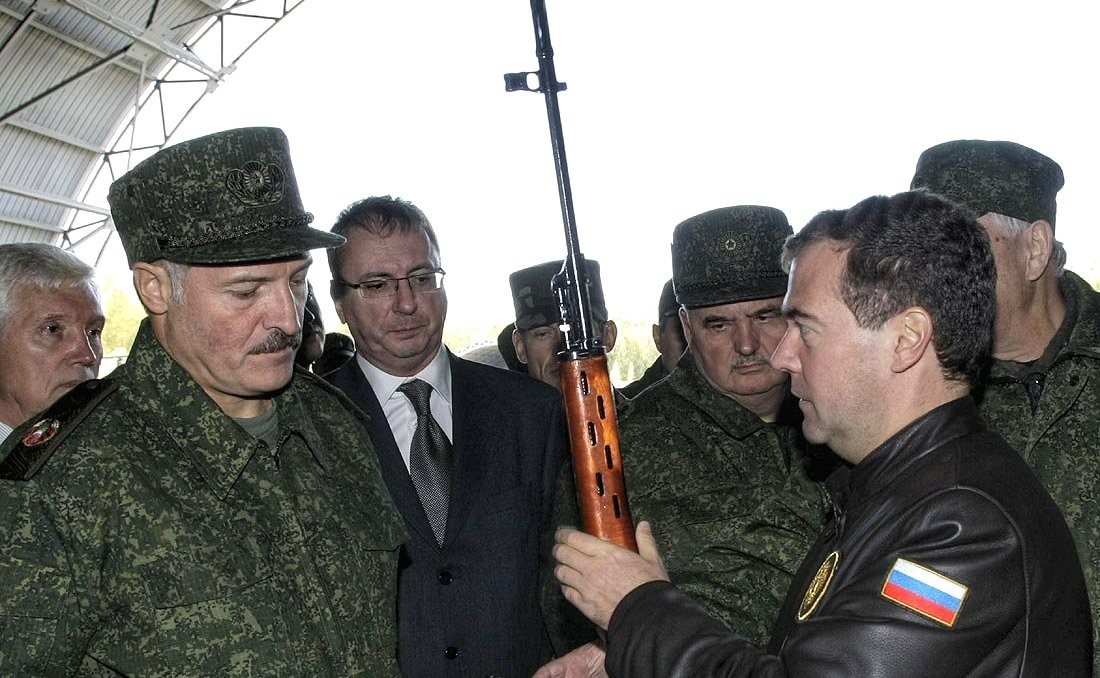
El presidente de Rusia, Dmitri Medvédev, y el presidente bielorruso, Aleksandr Lukashenko, observando la fase final de los ejercicios estratégicos Zapad-2009 que tuvieron lugar en Baránavichi, Bielorrusia.

El Zapad 2009 (en ruso: Запад 2009, lit. 'Occidente 2009') fue un ejercicio militar que las Fuerzas Armadas de Rusia y Bielorrusia celebraron en Bielorrusia del 8 al 29 de septiembre de 2009. Según varios informes y análisis, el ejercicio podría haber implicado un entrenamiento para el uso de armas nucleares y podría haber simulado un ataque nuclear contra un país de la OTAN (probablemente Polonia).

## Ejercicio
El ejercicio Zapad 2009 fue el primero de la serie de ejercicios Zapad de la era posterior a la Guerra Fría que comenzó después de que Rusia y Bielorrusia firmaran un acuerdo para realizar ejercicios militares conjuntos recurrentes. Tuvo lugar en Bielorrusia, cerca de la frontera entre Bielorrusia y Lituania y entre Bielorrusia y Polonia y las ciudades de Brest y Grodno. También tenían un componente naval en el Mar Báltico. Las estimaciones de las tropas involucradas varían: las estimaciones oficiales indicaron 13 000 soldados; El Centro de Estudios Orientales estimó alrededor de 15 000 soldados (6500 bielorrusos y 8500 rusos) mientras que la OTAN estimó que se trataba de 7000 soldados bielorrusos y 11 000 soldados rusos. En el ejercicio participaron unidades terrestres, aéreas y navales.
Reivindicada como una práctica de operaciones antiterroristas y defensivas centradas en la represión de un levantamiento de una minoría polaca en Bielorrusia y la defensa de un gasoducto (Nord Stream) en contra de ataques de Polonia y Lituania; también simuló un desembarco anfibio en Polonia. Lo más controvertido es que, según varios análisis, también simuló un ataque nuclear contra Polonia (atacando Varsovia). Algunos analistas describieron el ejercicio como «repeler un ataque de la OTAN contra Bielorrusia» seguido de una escalada hacia «ataques nucleares limitados cuando fallaron las armas convencionales». Otros sacaron conclusiones redactadas con más cautela, señalando que el ejercicio involucraba misiles balísticos con capacidad nuclear (Iskander), pero no necesariamente una simulación de un ataque nuclear contra otro país.

## Análisis y reacciones internacionales
La OTAN describió los ejercicios como «provocativos e inapropiados» y «los mayores que Rusia ha realizado desde la era soviética». El mayor reclamo sobre el ejercicio se relaciona con la celebración de Zapad 2009 junto con otro ejercicio militar ruso, Ladoga-2009, en el Distrito Militar de Leningrado. El Centro de Estudios Orientales estimó que alrededor de 30 000 soldados participaron en ambos ejercicios y señaló que era el ejercicio más grande que la Unión Soviética realizó en su frontera occidental desde el final de la Guerra Fría.
Varios analistas sugirieron que el ejercicio era una demostración de poder, particularmente destinada a intimidar a Polonia, que en ese momento estaba considerando una cooperación más estrecha con Estados Unidos en la cuestión de la defensa antimisiles europea. Se dice que los ejercicios «causaron indignación» en Polonia debido a la práctica simulada de desembarco en la costa polaca y al ataque nuclear contra Polonia. El momento del ejercicio también se consideró simbólico, dado que tuvieron lugar durante el 70.º aniversario de la invasión soviética de Polonia (el 17 de septiembre de 1939). De manera similar, Ladoga-2009 ha hecho comparaciones con la preparación del Ejército Rojo para la invasión de los Estados bálticos y su invasión de Finlandia en 1939. El mismo nombre del ejercicio hace referencia a ejercicios de la era soviética del mismo nombre (por ejemplo, Zapad-81), y las declaraciones y actividades oficiales incluyeron numerosas glorificaciones del pasado soviético de Rusia, incluido un evento en el que se invitó a veteranos de la Segunda Guerra Mundial a observar el ejercicio. Esta retórica ha sido descrita como controvertida para muchos países de Europa central y oriental que anteriormente estuvieron bajo la esfera de influencia soviética.
Los ejercicios también han sido interpretados como evidencia de la mejora de las condiciones del ejército ruso y de la profundización de la influencia rusa y el control sobre Bielorrusia.
Se ha sugerido que tanto los ejercicios Zapad 2009 como Vostok 2010 (Oriente 2010) implicaron la simulación de ataques nucleares contra fuerzas enemigas para reducir la escalada de un conflicto; una estrategia que ha sido descrita unos años más tarde como obsoleta o abandonada por las fuerzas rusas, aunque otros han sugerido que todavía es una consideración de la planificación militar y la retórica política rusa moderna.
Durante el ejercicio se produjeron varios incidentes de unidades aéreas rusas acercándose al espacio aéreo de sus vecinos (Lituania y Finlandia).